# Edward Raymond Turner
Edward Raymond Turner (Clevedon, 1873 – Londres, 9 de marzo de 1903) fue un fotógrafo, inventor y cineasta inglés. Es considerado el responsable de producir las primeras secuencias filmadas en colores.
Como fotógrafo, Edward Turner intentó desarrollar un sistema de tres colores junto al empresario Frederick Marshall Lee. Su invención consistía en un disco de obturación adicional que se montaba sobre una cámara de cine convencional, el cual constaba de tres filtros con los colores primarios. Las escenas en rojo, verde y azul eran registradas en tres fotogramas sucesivos de la película expuesta. Para poder visualizar su invención, Turner construyó un proyector de cine con la ayuda de Charles Urban y Alfred Darling. El proyector contaba con tres lentes, cada uno de los cuales filtraba los negativos con su correspondiente color primario. Mientras la película era proyectada, una rueda giratoria ubicada tras el lente se aseguraba que cada fotograma fuese mostrado con su color correspondiente. Sin embargo, el proceso no era lo suficientemente práctico, existiendo problemas en el paralaje.

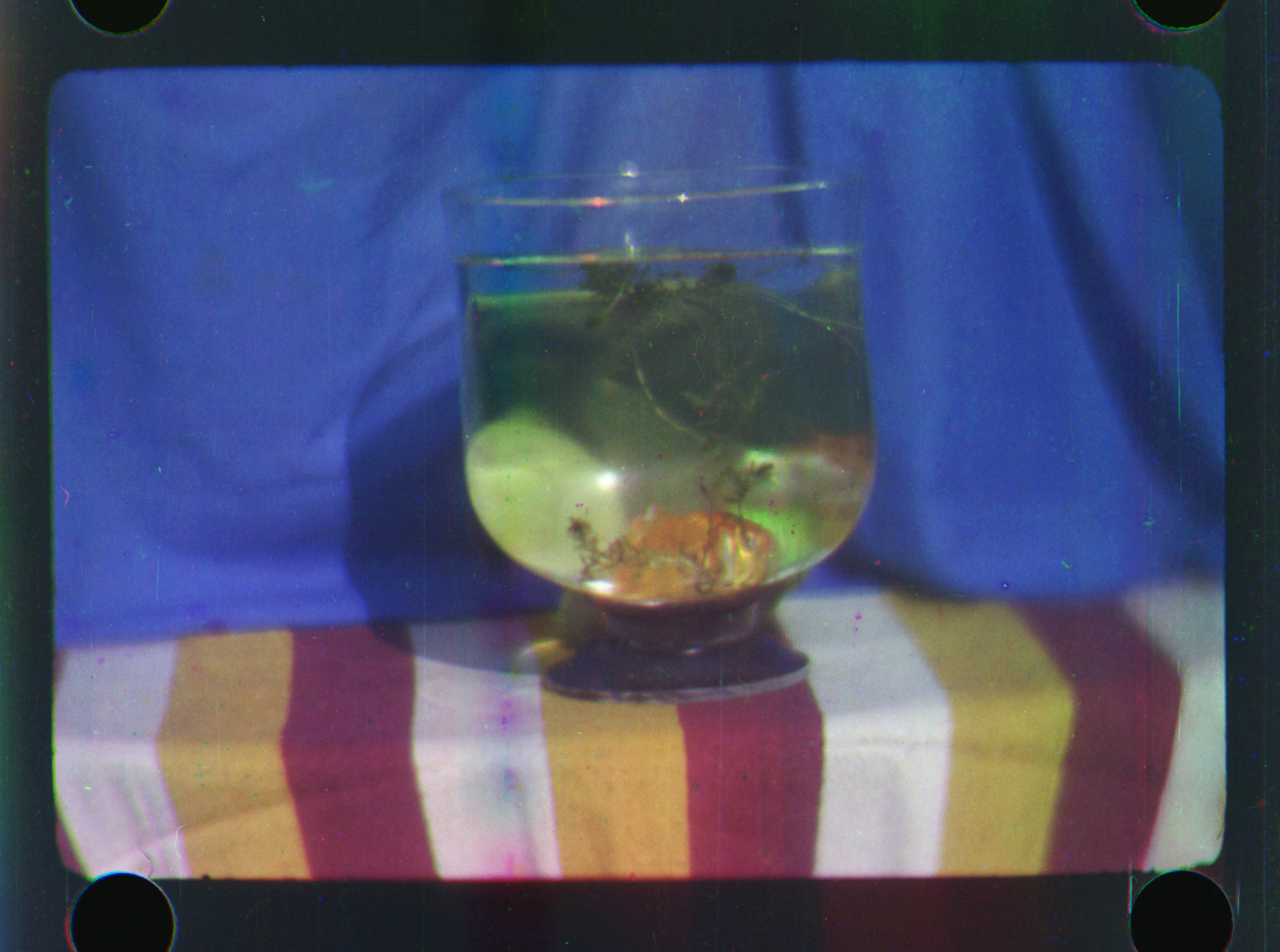
Fotograma de la filmación en colores de Edward Turner de 1902

El 22 de marzo de 1899, mientras trabajaba en el taller de Frederic Eugene Ives en Londres, Turner y Lee obtuvieron una patente por su proceso de síntesis aditiva de color. El proceso fue un precursor del sistema Kinemacolor, desarrollado por George Albert Smith. Turner falleció en su taller el 9 de marzo de 1903 producto de un paro cardíaco.
En septiembre de 2012, diversos medios de comunicación informaron que el National Media Museum de Bradford había descubierto una de las cintas filmadas por Turner. La película, que data de 1902, muestra imágenes de sus mascotas y sus hijos jugando en el jardín de su casa en Hounslow. La obra es considerada la primera película filmada en colores, ya que hasta la fecha se creía que la más antigua databa del año 1909.